# La profezia di Kaena
La profezia di Kaena (Kaena, la prophétie) è un film d'animazione franco-canadese del 2003 diretto da Chris Delaporte.
Il film è dedicato a Richard Harris, deceduto poco dopo l'uscita del film.

## Trama
Un'astronave aliena precipita su un pianeta apparentemente deserto e inabitato. I pochi alieni che sopravvivono al violento impatto, noti come Vecariani, vengono rapidamente uccisi da alcuni feroci predatori, i Seleniti. Dal nucleo dell'astronave, Vecanoi, sopravvissuto anch'esso, si erge un imponente albero, Axis, che arriva ai confini dell'atmosfera, nello spazio.
600 anni dopo, Axis è ormai diventato l'habitat di una razza del tutto simile a quella umana. Una di loro, Kaena, un'adolescente orfana bramosa di avventure, annuncia pubblicamente l'intenzione di viaggiare oltre i confini del suo villaggio, ma viene marchiata come eretica dal sommo sacerdote, che invece le consiglia di fare come tutti i tuoi simili: lavorare e produrre per gli dèi adorati, che altro non sono che i Seleniti, esseri costituiti da pura energia che si materializzano solo attraverso la linfa.
Guidata da alcuni sogni profetici, nei quali intravede acqua e paesaggi paradisiaci, Kaena inizia il suo viaggio, dapprima arrivando alla cima di Axis, dove conosce Opaz, che si scopre essere l'ultimo dei Vecariani approdati sul pianeta secoli prima. Qui, Opaz ha creato, grazie alle proprie facoltà intellettive, una speciale famiglia di vermi che lo hanno aiutato a fuggire dal pianeta sottostante. Venuto a conoscenza delle visioni di Kaena, Opaz si convince della realtà d'esse, e con lei decide di raggiungere Vecanoi, dove è racchiusa la memoria remota collettiva del suo popolo. Ma l'impresa non è facile come sembra: Opaz ricorda ancora il tragico incontro coi Seleniti e, proprio nel punto in cui si trova Vecanoi, si trova ora il principale raccordo dei predatori, guidati dalla loro Regina, da sempre con un conto in sospeso verso il nucleo straniero, accusato d'aver rovinato il suo pianeta e il suo popolo. Opaz spiega a Kaena che il suo popolo vive al centro di Axis, nell'esatto punto in cui le forze di gravità dei pianeti gemelli Astria e Tallees (quello sognato dalla ragazza) si annullano a vicenda.
Mentre Kaena, Opaz e i vermi Assad e Gommi percorrono Axis, vengono attaccati da un feroce mostro chiamato Predone, che tramite poteri telecinetici viene controllato da Voxem, l'ultimo Selenita maschio; fortunatamente, Kaena riesce a eliminare il mostro facendolo precipitare da Axis. Di notte, Opaz confida ad Assad e Gommi di temere che, una volta recuperato Vecanoi, Axis possa finire distrutto per via del loro collegamento, e con esso il mondo in cui Kaena vive. Ripreso il viaggio, Kaena ritrova l'anziano Ilpo e il piccolo Essy, fratello minore dell'amico Zehos; l'uomo le rivela che la loro gente, dopo la distruzione del villaggio, si è diretta al Pozzo degli Dèi. Su richiesta di Opaz, Assad rimane per proteggere Ilpo ed Essy.
Intanto la Regina dei Seleniti, ossessionata dai suoi attacchi, per ognuno dei quali molti Seleniti muoiono invano venendo risucchiati dal suo corpo per renderla più forte, ha timore dell'ultima fusione perché essa comporterebbe il sacrificio della sua stessa vita per creare una nuova generazione di Seleniti. Voxem vorrebbe quindi fondersi alle rimanenti Selenite.
Opaz ammette a Kaena che Vecanoi e Axis sono una cosa sola: la distruzione della sua nave e la nascita di Axis sono avvenute nello stesso momento. Opaz riteneva la gente di Kaena troppo primitiva per preoccuparsi del proprio destino, ma dopo averla incontrata ha cambiato idea e le chiede di salire sulla sua nave, affermando che il suo mondo sta morendo. Kaena però non accetta che il suo popolo debba essere sacrificato in cambio della restituzione di Vecanoi ai Vecariani, così lascia Opaz per tornare dalla sua gente. Kaena viene catturata e Voxem la fa imprigionare con gli altri. I prigionieri vengono raggiunti da Gommi, il quale informa Kaena che Opaz è andato a cercare Vecanoi, e quindi è in pericolo. Prima di andare a salvare Opaz, Kaena chiede a Gommi di mostrare agli altri la strada per metterlin in salvo.
Opaz viene catturato dalla Regina dei Seleniti, la quale gli impone di distruggere Vecanoi. Dato che Opaz non può farlo, la Regina si prepara a ucciderlo, ma viene interrotta da Voxem, che la obbliga a fondersi con lui. Le ferite di Opaz purtroppo lo portano comunque alla morte. Kaena attiva involontariamente Vecanoi, riesce a ferire la Regina, ma cade e sviene. Tramite Vecanoi, Opaz spiega alla ragazza che il suo popolo non esiste più e che lui era l'ultimo, che solo Vecanoi sopravvisse all'impatto col pianeta creando una riserva gigantesca di vita, Axis, così che gli umani potessero esistere; è stato infatti Vecanoi a crearli e a scegliere Kaena per tramandare la memoria del popolo Vecariano: ora lei è il futuro, e deve guidare la sua gente. Vecanoi si autodistrugge, e nel processo gli ultimi Seleniti vengono eliminati.
Kaena, volendo condividere tutto il suo sapere con la sua gente e dichiarandola finalmente libera, è ora pronta a guidarla al di là delle nuvole ed esplorare l'universo.

## Produzione

### Sviluppo
Nel 1995, insieme alla sua compagine, l'artista di grafica al computer Chris Delaporte realizzò un video di 25 minuti in CGI per il videogioco Heart of Darkness, approcciandogli uno stile molto rassomigliante a un'opera cinematografica, poi presentato a Los Angeles. Proprio qui, Steven Spielberg, George Lucas, Michael Eisner e altre persone, ebbero l'occasione di vedere la demo e spiegarono a Delaporte come se ne potesse trarre un film. Spielberg affiancò all'artista una squadra di cinque uomini per iniziare a dedicarsi al progetto ma, dal momento che più parti si espressero per completare prima il videogioco, il lavoro fu presto abbandonato.
Delaporte era estasiato dall'idea di produrre per sé un lungometraggio in grafica al computer, perciò si tirò fuori dalla compagnia per la quale lavorava, trasferendo il soggetto cui aveva messo mano da videogioco a film alla fine del 1995. All'epoca non era ancora uscito nessun film del genere, ma pochi mesi dopo lo sviluppo embrionale di La profezia di Kaena, uscì nei cinema internazionali Toy Story, che portò l'artista ad affermare in maniera concreta la propria idea. Dopo sette anni e mezzo di sviluppo, il progetto si concretizzò in un lungometraggio chiamato La profezia di Kaena, il primo film in animazione digitale di produzione francese.

### Doppiaggio
Il film è stato doppiato originariamente in lingua inglese, avvalendosi di volti noti del cinema hollywoodiano per dare le voci ai personaggi, poiché Delaporte e i produttori volevano che il prodotto fosse visibile per il mercato internazionale. In seguito è stato doppiato anche in francese; gli interpreti di questa seconda versione sono:
- Cécile de France: Kaena
- Michael Lonsdale: Opaz
- Victoria Abril: Regina dei Seleniti
- Jean-Michel Farcy: Assad
- François Siener: Voxem
- Raymond Aquaviva: Gommi
- Jean Piat: Sommo Sacerdote

## Colonna sonora
La colonna sonora, composta da Farid Russlan, è stata pubblicata da Sony Music l'11 giugno 2003.
1. Axis' Birth - 2:54
2. The Village - 1:02
3. Introducing the Queen - 2:09
4. Sharken Attacks - 1:56
5. Ilpo's Story - 2:46
6. The Priest - 0:58
7. The Offering - 2:52
8. The Escape - 1:36

1. Fear the Gods - 1:29
2. The Flying Sap - 2:53
3. Forbidden Land - 1:44
4. The Great Oblivion 1 - 2:00
5. The Great Oblivion 2 - 1:34
6. Above the Clouds - 2:04
7. Maruder Attacks - 4:01
8. The Middle People - 2:04

1. Meeting the Gods - 2:17
2. Opaz's Theme - 2:48
3. Face Your Destiny - 1:42
4. The Resolution - 4:51
5. Axis' Birth (a cappella) - 2:36
6. Kaena - The Song (end title) - 7:17

## Distribuzione
La profezia di Kaena ha debuttato nelle sale cinematografiche francesi il 4 giugno 2003, seguìto da alcune distribuzioni limitate in Thailandia e negli Stati Uniti d'America rispettivamente il 25 giugno e il 9 luglio 2004. In Italia il film è stato distribuito direttamente in home video (in formato DVD-Video) dalla Universal Pictures il 27 agosto 2008.

## Accoglienza
Il film è stato accolto negativamente dai critici professionisti. Su Rotten Tomatoes detiene una percentuale di gradimento del 7% con un voto di 3,9 su 10 basato su 30 recensioni, con il giudizio generale che recita «Sebbene La profezia di Kaena sia visivamente creativo, la sua storia è incoerente, derivativa e scialba». Su Metacritic il voto è di 40 su 100 basato su 15 recensioni, corrispondente a «recensioni miste o medie».
Il film è risultato un flop, oltre che di critica, anche commerciale: costato 96 milioni di franchi (allora equivalenti a circa 14,6 milioni di euro), ne ha incassati poco più di 2,5 milioni.

## Riconoscimenti
- 2003 - Fantasia International Film Festival[7]
  - Candidatura al miglior film d'animazione
- 2003 - Motion Picture Sound Editors
  - Candidatura per il miglior montaggio sonoro in un lungometraggio d'animazione